# Linia kolejowa Ugolnaja – Mys Astafjewa
Ugolnaja – Mys Astafjewa – zelektfryfikowana linia kolejowa w Kraju Nadmorskim w Rosji, należąca do Kolei Dalekowskodniej. Ma długość 190 km. Jest odgałęzieniem Kolei Transsyberyjskiej, rozpoczynającym się od stacji Ugolnaja, biegnącym m.in. przez Partizansk i kończącym się na stacji Mys Astafjewa w Nachodce.
W mieście Artiom rozpoczyna się odgałęzienie linii do portu lotniczego Władywostok. Linia posiada również łącznik z główną magistralą, rozpoczynający się przy stacji Amurskij Zaliw, pozwalający wjechać na nią od strony Ussuryjska z pominięciem stacji Ugolnaja.
Linia kolejowa, położona w trudnym i górzystym terenie półwyspu Trudnyj, była budowana przez Armię Czerwoną w latach 30. XX wieku. Pierwszy pociąg przejechał nią do Nachodki w 1935 roku. W 1953 roku otwarto główną stację pasażerską w mieście - Tichookieanskaja.